# 武尔夫斯莫尔
武尔夫斯莫尔是德国石勒苏益格－荷尔斯泰因州的一个市镇。总面积8.78平方公里，总人口392人，其中男性195人，女性197人（2011年12月31日），人口密度45人/平方公里。